# Ferdinand de Portugal (1433-1470)
Pour les articles homonymes, voir Ferdinand de Portugal.

Armoiries de l'Infant Ferdinand de Portugal.

Ferdinand de Portugal, né le 17 novembre 1433 à Almeirim et mort le 18 septembre 1470 à Setúbal, est connétable de Portugal, duc de Beja et de Viseu. 
Fils d'Édouard Ier de Portugal et d'Éléonore d'Aragon, il est fait 1er duc de Beja en 1453 par son frère aîné, le roi Alphonse V de Portugal. En 1460, à la mort de son oncle Henri le Navigateur qui l'avait adopté, Ferdinand hérite également du duché de Viseu, dont il devient le 2e titulaire.
Il épouse sa cousine directe l'Infante Béatrice de Portugal en 1452. De cette union naissent :
- Jean de Portugal (1456-1483), 2e Duc de Beja et 3e duc de Viseu
- Éléonore de Viseu (1458-1525), qui épouse son cousin le roi Jean II de Portugal en 1472
- Isabelle de Portugal (1459-1521), qui épouse Ferdinand II, duc de Bragance, en 1472 : ancêtres du roi Jean
- Jacques de Portugal (1460-1484) (Diogo) 3e Duc de Beja et 4e duc de Viseu
- Manuel Ier, 4e Duc de Beja, 5e duc de Viseu et, en 1495, roi de Portugal
- Édouard de Portugal (1462)
- Denis de Portugal (1464)
- Catherine de Portugal (1465)
- Simon de Portugal (1467)
- Alphonse de Portugal (1468)

Ferdinand est à l'origine des Aviz-Beja, branche cadette de la Maison d’Aviz, qui régnera au Portugal de 1495 jusqu'à 1580 (Manuel Ier, Jean III, Sébastien Ier et Henri Ier).

## Source
- Généalogie des rois et des princes de Jean-Charles Volkmann Edit. Jean-Paul Gisserot (1998)